# トンキンハウス
トンキンハウス（TONKINHOUSE）は、かつて存在していた東京書籍グループのコンピュータゲームソフトブランド。

## 概要
1986年の『けいさんゲーム』よりゲーム事業参入。当初は東京書籍自身がゲームソフトの販売をし、1989年から同社がトンキンハウスのブランドを使用開始する。1997年3月にゲームの開発・発売子会社として株式会社東京書籍メディアファクトリーを設立し、以後はこちらが「TMF」や「トンキンハウス」のブランド名を用いるようになった。なお、同業に株式会社KADOKAWAのブランド・メディアファクトリー（もとは株式会社リクルート子会社）があるが、株式会社東京書籍メディアファクトリーとの関係はない。
東京書籍メディアファクトリーはその後、2000年に株式会社東京書籍メディアフローへと社名を変更。2004年には株式会社学習調査エデュフロントと再度変更した上で、同社はゲーム事業からは撤退した。株式会社学習調査エデュフロントへの商号変更およびゲーム事業からの撤退を内容とする会社の目的の変更の登記は、トンキンハウスとしての最終作となっている「D→A:WHITE」の発売よりも早かった。その後、親会社の東京書籍が「トンキンハウス」ブランドを数年ぶりに引き継いだ形となり、2005年3月には公式サイトのリニューアルもしたが、2006年2月16日に既存タイトルの廉価版となる「ベストプライス D→A:BLACK」と「ベストプライス D→A:WHITE」をもって完全撤退。またトンキンハウスの公式サイトも、2005年12月1日の更新を最後に長く放置されていたが、2008年1月31日で閉鎖された。
初期は知育系（エデュテイメント）ゲームソフトをリリースしていたが、早期に純粋なゲームソフトのリリースへと戦略を転換。良作を数多く送り出していたコンパイルにソフト開発を委託したり、日本ファルコムのPCゲームのヒットタイトルの移植を積極的に行ったりするなどして、ゲームファンから注目を集めるようになった。ファミコンソフト全盛期は会社の母体が出版社である事を生かし、『ロマンシア』や『太陽の神殿』といった自社タイトルの攻略本も発売している。
家庭用ゲーム機の市場がCD-ROMをコンテンツの供給媒体とするプレイステーションやセガサターンといったハードに移行してからは、作品のラインナップがギャルゲーを主体とするものとなった。

## 製品

### 東京書籍名義
- けいさんゲームシリーズ （小学校向け算数科教科書である『新しい算数』のファミコン版）
  - けいさんゲームさんすう1年
  - けいさんゲーム算数2年
  - けいさんゲーム算数3年
  - けいさんゲーム算数4年
  - けいさんゲーム算数5・6年
- いきなりミュージシャン （小学校及び中学校向け音楽科教科書である『新しい音楽』のファミコン版）
- ファミリーコンポーザー
- ロマンシア
- エリュシオン - キャラクターデザインは魔夜峰央。
- 太陽の神殿 ASTEKA 2 - 日本ファルコム発売の同タイトルPC版アドベンチャーゲームを、ジュヴナイル風の物語にアレンジした作品。開発はコンパイルが担当。
- サイクルレース ロードマン 劇走!! 日本一周4000km
- 暗黒神話 ヤマトタケル伝説 - 諸星大二郎の同名漫画を原作とした章別クリア制のアドベンチャーゲーム。アクションゲームの要素も盛り込まれている。開発はZAP。ファミコンとMSX2で発売。

### トンキンハウス名義
- セロファニア
- パーフェクトボウリング
- ソフトボール天国
- ブロディアランド
- ガンナック - コンパイル制作のシューティングゲーム。
- シーサイドバレー
- ブロディア
- ボクシング
- ロードスター
- サッカー
- ドッジボーイ
- マサカリ伝説金太郎 アクション編
- マサカリ伝説金太郎 RPG編
- スポーツコレクション
- 竜の子ファイター
- 関ヶ原
- サイバーナイト - グループSNEデザインのPCエンジン用SFRPG。山本弘により小説化。
  - サイバーナイトII 地球帝国の野望 - スーパーファミコン用の続編。
- カットビ!宅配くん
- サイバードッジ
- シルフィア
- イースIII ワンダラーズフロムイース（SFC版）
- イースIV MASK OF THE SUN
- バレーボールTwin
- LightFantasy（ライトファンタジー）
  - ポップなグラフィックとかわいいキャラクター、ライトノベルのような軽いノリのストーリーで、発売当時はゲーム初心者を対象とした作品として宣伝されていた。しかし実際は、1回の戦闘に10分近くを要するような苦戦かつ長期戦を強いられるタクティカルバトル形式であり、ゲームそのものとしての評価は低くないものの、宣伝文句との不一致からユーザーの不興を買った[2]。終盤では実用性の観点から武器の自由度が極限まで下がり、さらにそもそも主人公のレベルに合わせて敵が強くなる仕様となっている[3]
- LightFantasyII（ライトファンタジー2）
  - 前作『LightFantasy』に負けず劣らずの難易度で、お使いイベントが多い上に移動が面倒。ボス戦の前でセーブすると次の戦闘に勝つまで進めず、そのまま詰むことも。前作同様、ゲームとしての評価は芳しくない[4]。
- 雨月奇譚
- V-Tennis
- 松方弘樹のスーパートローリング - 松方弘樹本人が監修したスーパーファミコンの釣りゲーム。
- 黒ノ十三
- 黄昏のオード ‐ODE TO THE SUNSET ERA‐
- Cat the Ripper 13人目の探偵士
- 鋼仁戦記
- Juggernaut〜戦慄の扉
- 伸縮対戦It's a のに～!
- Lの季節 -A piece of memories-
- ブレンド×ブランド <おでかけ合成RPG>
- Missing Blue
- D→A:BLACK
- D→A:WHITE